# Зупинний майданчик 206 км
206 км (рос. 206 км) — населений пункт (тип: залізнична станція) у Карасуцькому районі Новосибірської області Російської Федерації.
Входить до складу муніципального утворення Благодатська сільрада. Населення становить 12 осіб (2010).

## Історія
Згідно із законом від 2 червня 2004 року органом місцевого самоврядування є Благодатська сільрада.

## Населення
| 2002 | 2007 | 2010 |
| ---- | ---- | ---- |
| 16   | ↗21  | ↘12  |